# Campeonato Mundial de Fórmula 1 de 1958
A Temporada de Fórmula 1 de 1958 foi a nona realizada pela FIA. Teve como campeão o britânico Mike Hawthorn, da Ferrari. Esta foi a primeira temporada de Fórmula 1 a ser realizado o campeonato de construtores e teve como campeã a Vanwall. Também foi a primeira temporada com a participação de uma mulher piloto, a italiana Maria Teresa de Filippis. Ela esteve inscrita para quatro grandes prêmios, se classificou para três e conseguiu completar apenas uma prova na 10ª colocação.A temporada marcou a despedida das fornecedoras de pneus Continental e Englebert da categoria.

## Equipas e Pilotos
| Equipa                   | Construtor | Chassis | Motor    | Piloto | Corrida                                          |
| ------------------------ | ---------- | ------- | -------- | --- | ------------------------------------------------ |
| Scuderia Ferrari         | Ferrari    | D246    | Ferrari  | Luigi Musso Peter Collins Mike Hawthorn Wolfgang Von Trips Olivier Gendebien Phil Hill                                                                      | 1-6 1-8 1-11 1-2/6-10 5/10-11 9-11               |
| OSCA Automobili          | OSCA       | F2      | OSCA     | Colin Davis Giulio Cabianca Luigi Piotti | 1 2                                              |
| Owen Racing Organisation | BRM        | P25     | BRM      | Jean Behra Harry Schell Ron Flockhart Maurice Trintignant Masten Gregory Jo Bonnier                                                                         | 2-11 2-11 2/5/11 6 7 10-11                       |
| Cooper Car Company       | Cooper     | T45     | Climax   | Jack Brabham Roy Salvadori Ian Burgess Jack Fairman | 2-7/9-10 2-11 7 11                               |
| Team Lotus               | Lotus      | 12 16   | Climax   | Cliff Allison Graham Hill Alan Stacey | 2-11 2-7/9-11 7                                  |
| Vandervell Products Ltd. | Vanwall    | VW5     | Vanwall  | Stirling Moss Tony Brooks Stuart Lewis Evans | 2-11 2-11                                        |
| Emeryson Cars            | Emeryson   | 56      | Alta     | Paul Emery | 11                                               |
| Scuderia Sud Americana   | Maserati   | 250F    | Maserati | Juan Manuel Fangio Carlos Menditeguy | 1 1                                              |
| K Kavanagh               | Maserati   | 250F    | Maserati | Jean Behra Luigi Taramazzo Ken Kavanagh | 1 2 2/5                                          |
| J Bonnier                | Maserati   | 250F    | Maserati | Harry Schell Jo Bonnier Phil Hill Giulio Cabianca Hans Herrmann                                                                                             | 1 2-7/9 6 10 10-11                               |
| H.H. Gould               | Maserati   | 250F    | Maserati | Horace Gould | 1/3                                              |
| RRC Walker Racing Team   | Cooper     | T43 T45 | Climax   | Stirling Moss Maurice Trintignant Ron Flockhart | 1 2-3/7-11 2                                     |
| Scuderia Centro Sud      | Maserati   | 250F    | Maserati | Masten Gregory Jo Bonnier Horace Gould Gerino Gerini Maurice Trintignant Wolfgang Seidel Carroll Shelby Troy Ruttman Paco Godia Hans Herrmann Cliff Allison | 1/3-5/10 1/8 2 2/6-7/10-11 5 5/11 6-7/10 6/8 8 9 |
| B Ecclestone             | Connaught  | B       | Alta     | Bernie Ecclestone Bruce Kessler Paul Emery Jack Fairman Ivor Bueb                                                                                           | 2 2 7                                            |
| André Testut             | Maserati   | 250F    | Maserati | André Testut | 2                                                |
| Ecurie Maarsbergen       | Porsche    | RSK     | Porsche  | Carel Godin de Beaufort | 3                                                |
| Temple Buell             | Maserati   | 250F    | Maserati | Carroll Shelby Masten Gregory | 9 11                                             |
| Privado                  | Maserati   | 250F    | Maserati | Paco Godia | 1-2/5-6                                          |
| Privado                  | Maserati   | 250F    | Maserati | Jose Froilan Gonzalez | 1                                                |
| Privado                  | Maserati   | 250F    | Maserati | Roberto Mieres | 1                                                |
| Privado                  | Maserati   | 250F    | Maserati | Luigi Piotti | 1                                                |
| Privado                  | Maserati   | 250F    | Maserati | Keith Campbell | 1                                                |
| Privado                  | Maserati   | 250F    | Maserati | Maria Teresa de Filippis | 2/5/9-10                                         |
| Privado                  | Maserati   | 250F    | Maserati | Giorgio Scarlatti | 2-3                                              |
| Privado                  | Maserati   | 250F    | Maserati | Juan Manuel Fangio | 6                                                |
| Privado                  | Maserati   | 250F    | Maserati | Casimiro de Oliveira | 9                                                |

## Resultados
| Prova | Grande Prêmio        | Data          | Local             | Vencedor            | Construtor          | Resumo   |
| ----- | -------------------- | ------------- | ----------------- | ------------------- | ------------------- | -------- |
| 1     | GP da Argentina      | 19 de Janeiro | Oscar Gálvez      | Stirling Moss       | Cooper-Climax       | Detalhes |
| 2     | GP de Mônaco         | 18 de Maio    | Monaco            | Maurice Trintignant | Cooper-Climax       | Detalhes |
| 3     | GP dos Países Baixos | 26 de Maio    | Zandvoort         | Stirling Moss       | Vanwall             | Detalhes |
| 4     | Indianápolis 500     | 30 de Maio    | Indianapolis      | Jimmy Bryan         | Epperly-Offenhauser | Detalhes |
| 5     | GP da Bélgica        | 15 de Junho   | Spa-Francorchamps | Tony Brooks         | Vanwall             | Detalhes |
| 6     | GP da França         | 6 de Julho    | Reims             | Mike Hawthorn       | Ferrari             | Detalhes |
| 7     | GP da Grã-Bretanha   | 19 de Julho   | Silverstone       | Peter Collins       | Ferrari             | Detalhes |
| 8     | GP da Alemanha       | 3 de Agosto   | Nürburgring       | Tony Brooks         | Vanwall             | Detalhes |
| 9     | GP de Portugal       | 24 de Agosto  | Boavista          | Stirling Moss       | Vanwall             | Detalhes |
| 10    | GP da Itália         | 7 de Setembro | Monza             | Tony Brooks         | Vanwall             | Detalhes |
| 11    | GP do Marrocos       | 19 de Outubro | Ain-Diab          | Stirling Moss       | Vanwall             | Detalhes |

### Pilotos
| Pos. | Piloto                   | ARG | MON  | NED | 500  | BEL | FRA | GBR | GER  | POR | ITA | MOR | Pts.    |
| ---- | ------------------------ | --- | ---- | --- | ---- | --- | --- | --- | ---- | --- | --- | --- | ------- |
| 1    | Mike Hawthorn            | 3   | Ret* | 5   |      | 2*  | 1*  | 2*  | Ret  | 2*  | 2   | 2   | 42 (49) |
| 2    | Stirling Moss            | 1   | Ret  | 1*  |      | Ret | 2   | Ret | Ret* | 1   | Ret | 1*  | 41      |
| 3    | Tony Brooks              |     | Ret  | Ret | Ret† | 1   | Ret | 7   | 1    | Ret | 1   | Ret | 24      |
| 4    | Roy Salvadori            |     | Ret  | 4   |      | 8   | 11  | 3   | 2    | 9   | 5   | 7   | 15      |
| 5    | Peter Collins            | Ret | 3    | Ret |      | Ret | 5   | 1   | Ret  |     |     |     | 14      |
| 6    | Harry Schell             | 6   | 5    | 2   |      | 5   | Ret | 5   | Ret  | 6   | Ret | 5   | 14      |
| 7    | Maurice Trintignant      |     | 1    | 9   |      | 7   | Ret | 8   | 3    | 8   | Ret | Ret | 12      |
| 8    | Luigi Musso              | 2   | 2    | 7   |      | Ret | Ret |     |      |     |     |     | 12      |
| 9    | Stuart Lewis-Evans       |     | Ret  | Ret | Ret† | 3   | Ret | 4   |      | 3   | Ret | Ret | 11      |
| 10   | Phil Hill                |     |      |     |      |     | 7   |     | 9    |     | 3   | 3   | 9       |
| 11   | Jean Behra               | 5   | Ret  | 3   |      | Ret | Ret | Ret | Ret  | 4   | Ret | Ret | 9       |
| 12   | Wolfgang von Trips       |     | Ret  |     |      |     | 3   | Ret | 4    | 5   | Ret |     | 9       |
| 13   | Jimmy Bryan              |     |      |     | 1    |     |     |     |      |     |     |     | 8       |
| 14   | Juan Manuel Fangio       | 4*  |      |     |      |     | 4   |     |      |     |     |     | 7       |
| 15   | George Amick             |     |      |     | 2    |     |     |     |      |     |     |     | 6       |
| 16   | Johnny Boyd              |     |      |     | 3    |     |     |     |      |     |     |     | 4       |
| 17   | Tony Bettenhausen        |     |      |     | 4*   |     |     |     |      |     |     |     | 4       |
| 18   | Jack Brabham             |     | 4    | 8   |      | Ret | 6   | 6   | Ret  | 7   | Ret | 11  | 3       |
| 19   | Cliff Allison            |     | 6    | 6   |      | 4   | Ret | Ret | 10   | Ret | 7   | 10  | 3       |
| 20   | Masten Gregory           |     |      | Ret |      | Ret |     |     |      |     | 4   | 6   | 3       |
| 21   | Joakim Bonnier           |     | Ret  | 10  |      | 9   | 8   | Ret | Ret  | Ret | Ret | 4   | 3       |
| 22   | Jim Rathmann             |     |      |     | 5    |     |     |     |      |     |     |     | 2       |
| 23   | Bruce McLaren            |     |      |     |      |     |     |     | 5    |     |     | 13  | 1       |
| 24   | Graham Hill              |     | Ret  | Ret |      | Ret | Ret | Ret | Ret  | Ret | 6*  | 16  | 1       |
| 25   | Olivier Gendebien        |     |      |     |      | 6   |     |     |      |     | Ret | Ret | 0       |
| 26   | Jimmy Reece              |     |      |     | 6    |     |     |     |      |     |     |     | 0       |
| 27   | Don Freeland             |     |      |     | 7    |     |     |     |      |     |     |     | 0       |
| 28   | Carlos Menditeguy        | 7   |      |     |      |     |     |     |      |     |     |     | 0       |
| 29   | Maria Teresa de Filippis |     | DNQ  |     |      | 10  |     |     |      | Ret | Ret |     | 0       |
| 30   | Paco Godia               | 8   | DNQ  |     |      | Ret | Ret |     |      |     |     |     | 0       |
| 31   | Jack Fairman             |     |      |     |      |     |     | Ret |      |     |     | 8   | 0       |
| 32   | Jud Larson               |     |      |     | 8    |     |     |     |      |     |     |     | 0       |
| 33   | Carroll Shelby           |     |      |     |      |     | Ret | 9   |      | Ret | Ret |     | 0       |
| 34   | Hans Herrmann            |     |      |     |      |     |     |     | Ret  |     | Ret | 9   | 0       |
| 35   | Gerino Gerini            |     | DNQ  |     |      |     | 9   | Ret |      |     | Ret | 12  | 0       |
| 36   | Giulio Cabianca          |     | DNQ  |     |      |     |     |     |      |     | Ret |     | 0       |
| 37   | Horace Gould             | 9   | DNQ  |     |      |     |     |     |      |     |     |     | 0       |
| 38   | Eddie Johnson            |     |      |     | 9    |     |     |     |      |     |     |     | 0       |
| 39   | Troy Ruttman             |     |      |     |      |     | 10  |     |      |     |     |     | 0       |
| 40   | Bill Cheesbourg          |     |      |     | 10   |     |     |     |      |     |     |     | 0       |
| 41   | Carel Godin de Beaufort  |     |      | 11  |      |     |     |     | Ret  |     |     |     | 0       |
| 42   | Al Keller                |     |      |     | 11   |     |     |     |      |     |     |     | 0       |
| 43   | Giorgio Scarlatti        |     | Ret  | Ret |      |     |     |     |      |     |     |     | 0       |
| 44   | Ian Burgess              |     |      |     |      |     |     | Ret | 7    |     |     |     | 0       |
| 45   | Johnnie Parsons          |     |      |     | 12   |     |     |     |      |     |     |     | 0       |
| 46   | Ivor Bueb                |     |      |     |      |     |     | Ret | 11   |     |     |     | 0       |
| 47   | Johnnie Tolan            |     |      |     | 13   |     |     |     |      |     |     |     | 0       |
| 48   | Bob Christie             |     |      |     | Ret  |     |     |     |      |     |     |     | 0       |
| 49   | Robert La Caze           |     |      |     |      |     |     |     |      |     |     | 14  | 0       |
| 50   | Wolfgang Seidel          |     |      |     |      | Ret |     |     | Ret  |     |     | Ret | 0       |
| 51   | Dempsey Wilson           |     |      |     | Ret  |     |     |     |      |     |     |     | 0       |
| 52   | André Guelfi             |     |      |     |      |     |     |     |      |     |     | 15  | 0       |
| —    | Ron Flockhart            |     | DNQ  |     |      |     |     |     |      |     |     | Ret | 0       |
| —    | A. J. Foyt               |     |      |     | Ret  |     |     |     |      |     |     |     | 0       |
| —    | Paul Russo               |     |      |     | Ret  |     |     |     |      |     |     |     | 0       |
| —    | Shorty Templeman         |     |      |     | Ret  |     |     |     |      |     |     |     | 0       |
| —    | Rodger Ward              |     |      |     | Ret  |     |     |     |      |     |     |     | 0       |
| —    | Billy Garrett            |     |      |     | Ret  |     |     |     |      |     |     |     | 0       |
| —    | Eddie Sachs              |     |      |     | Ret  |     |     |     |      |     |     |     | 0       |
| —    | Johnny Thomson           |     |      |     | Ret  |     |     |     |      |     |     |     | 0       |
| —    | Chuck Weyant             |     |      |     | Ret  |     |     |     |      |     |     |     | 0       |
| —    | Jack Turner              |     |      |     | Ret  |     |     |     |      |     |     |     | 0       |
| —    | Bob Veith                |     |      |     | Ret  |     |     |     |      |     |     |     | 0       |
| —    | Dick Rathmann            |     |      |     | Ret  |     |     |     |      |     |     |     | 0       |
| —    | Ed Elisian               |     |      |     | Ret  |     |     |     |      |     |     |     | 0       |
| —    | Pat O'Connor             |     |      |     | Ret  |     |     |     |      |     |     |     | 0       |
| —    | Paul Goldsmith           |     |      |     | Ret  |     |     |     |      |     |     |     | 0       |
| —    | Jerry Unser              |     |      |     | Ret  |     |     |     |      |     |     |     | 0       |
| —    | Len Sutton               |     |      |     | Ret  |     |     |     |      |     |     |     | 0       |
| —    | Art Bisch                |     |      |     | Ret  |     |     |     |      |     |     |     | 0       |
| —    | Alan Stacey              |     |      |     |      |     |     | Ret |      |     |     |     | 0       |
| —    | Christian Goethals       |     |      |     |      |     |     |     | Ret  |     |     |     | 0       |
| —    | Dick Gibson              |     |      |     |      |     |     |     | Ret  |     |     |     | 0       |
| —    | Brian Naylor             |     |      |     |      |     |     |     | Ret  |     |     |     | 0       |
| —    | François Picard          |     |      |     |      |     |     |     |      |     |     | Ret | 0       |
| —    | Tom Bridger              |     |      |     |      |     |     |     |      |     |     | Ret | 0       |
| —    | Mike Magill              |     |      |     | DSQ  |     |     |     |      |     |     |     | 0       |
| —    | Ken Kavanagh             |     | DNQ  |     |      |     |     |     |      |     |     |     | 0       |
| —    | Bruce Kessler            |     | DNQ  |     |      |     |     |     |      |     |     |     | 0       |
| —    | Paul Emery               |     | DNQ  |     |      |     |     |     |      |     |     |     | 0       |
| —    | André Testut             |     | DNQ  |     |      |     |     |     |      |     |     |     | 0       |
| —    | Luigi Piotti             |     | DNQ  |     |      |     |     |     |      |     |     |     | 0       |
| —    | Bernie Ecclestone        |     | DNQ  |     |      |     |     |     |      |     |     |     | 0       |
| —    | Luigi Taramazzo          |     | DNQ  |     |      |     |     |     |      |     |     |     | 0       |
| —    | Louis Chiron             |     | DNQ  |     |      |     |     |     |      |     |     |     | 0       |
| Pos. | Piloto                   | ARG | MON  | NED | 500  | BEL | FRA | GBR | GER  | POR | ITA | MOR | Pts.    |

| Cor        | Resultado             |
| ---------- | --------------------- |
| Ouro       | Vencedor              |
| Prata      | 2.º lugar             |
| Bronze     | 3.º lugar             |
| Verde      | Terminou, nos pontos  |
| Azul       | Terminou, sem pontos  |
| Púrpura    | Ret – Retirou-se      |
| Vermelho   | NQ – Não qualificado  |
| Preto      | DSQ – Desqualificado  |
| Branco     | NL – Não largou       |
| Branco     | C – Corrida cancelada |
| Azul claro | AT – Apenas Treino    |
| Sem cor    | NP – Não participou   |
| Sem cor    | Les – Lesionado       |
| Sem cor    | EX – Excluído         |

- * Volta mais rápida (1 ponto adicionado)
- † Posição conquistada entre mais pilotos utilizando o mesmo carro.
- Em negrito indica pole position.

### Construtores
| Pos | Equipe        | Pontos  |
| --- | ------------- | ------- |
| 1   | Vanwall       | 48 (57) |
| 2   | Ferrari       | 40 (57) |
| 3   | Cooper-Climax | 31      |
| 4   | BRM           | 18      |
| 5   | Maserati      | 6       |
| 6   | Lotus-Climax  | 3       |
| 7   | Connaught     | 0       |
| 8   | Osca          | 0       |
| 9   | Porsche       | 0       |